# パッチワーク (ぼくのりりっくのぼうよみの曲)
「パッチワーク」は、日本のシンガーソングライター・ぼくのりりっくのぼうよみの1作目のデジタルシングル。

## 概要
- オリジナルアルバム『hollow world』からの先行シングルとなるメジャーデビュー曲[注 1][1][2]。

## 収録曲
1. パッチワーク [4:38]
作詞：ぼくのりりっくのぼうよみ
作曲：DYES IWASAKI、ぼくのりりっくのぼうよみ
ポップ色を意識して制作された楽曲[3]。

## タイアップ
- リアル脱出ゲーム『君は明日と消えていった』主題歌

## 収録アルバム
- hollow world
- 人間

## sub/objective
「sub/objective」（サブ・オブジェクティブ）は、日本のシンガーソングライター・ぼくのりりっくのぼうよみの1作目のシングル。

### 概要
- 前作「パッチワーク」から約1ヶ月ぶりのシングルにして、初のCD作品。
- ヴィレッジヴァンガード下北沢店でのみ発売された[2]。

### 収録曲
1. sub/objective [2:56]
作詞：ぼくのりりっくのぼうよみ
作曲：DAREI、ぼくのりりっくのぼうよみ
閃光ライオット2014にて初披露された楽曲で、主観と客観をテーマに15歳のときに制作された[4]。
ミュージック・ビデオは東市篤憲が撮影監督を務め、池田エライザ、池田大、吉村界人が出演している[5]。
2. パッチワーク [4:38]
作詞：ぼくのりりっくのぼうよみ
作曲：DYES IWASAKI、ぼくのりりっくのぼうよみ
1st配信シングルの表題曲。
3. 海月
今作にのみ収録されている楽曲。

### 収録アルバム
- hollow world (#1,2)
- 人間 (#1,2)